# قوس قزح القمر
قوس قزح القمر هو قوس قزح يحدث بسبب ضوء القمر ليس ضوء الشمس ، يكون تكونه نفس تكون قوس قزح الشمس الذي يتكون بسبب انكسار الضوء من قطرات الماء.

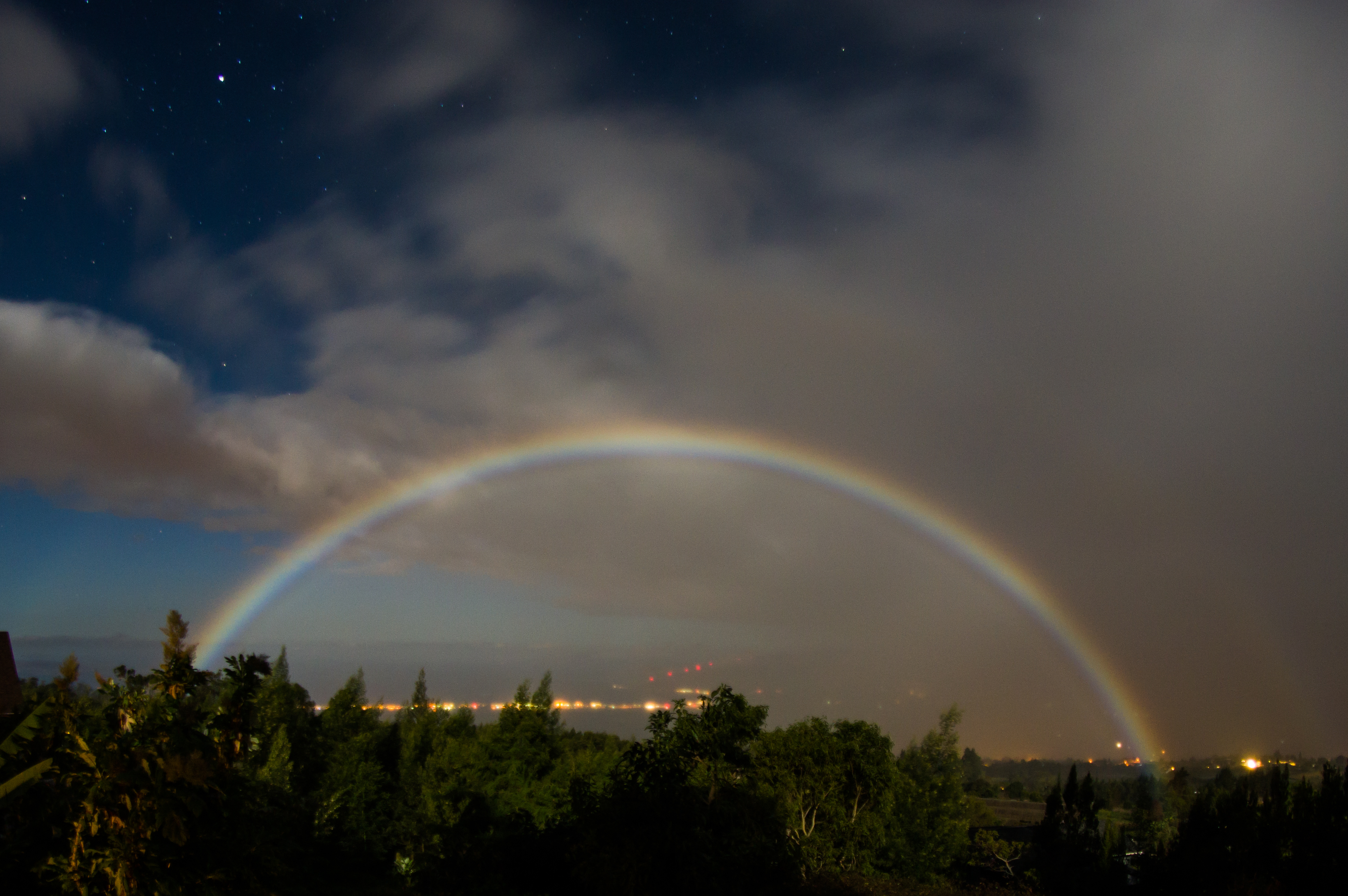

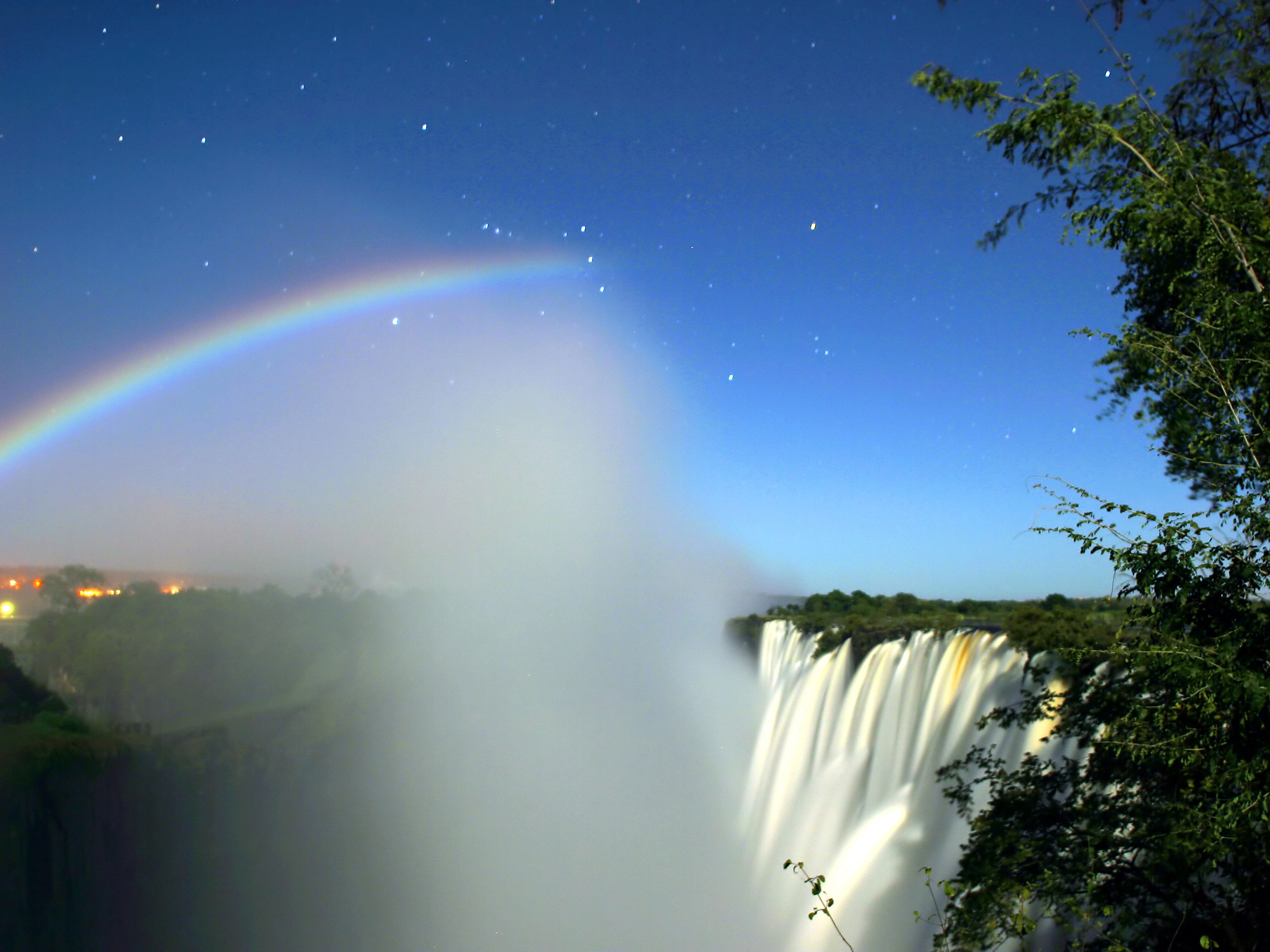

تكون رؤية أقواس القمر بسهولة أكبر عندما يكون القمر عندما تكون مرحلته قمر كاملو يجب أن تكون سماء الليل مظلمة جدًا و يجب أن تكون هناك قطرات ماء مقابل (الجهة المواجهة من القمر) القمر. بسبب هذه المتطلبات فأن أقواس القمر أندر بكثير من أقواس قزح الشمس أثناء النهار.